# Italië op het Eurovisiesongfestival 2013

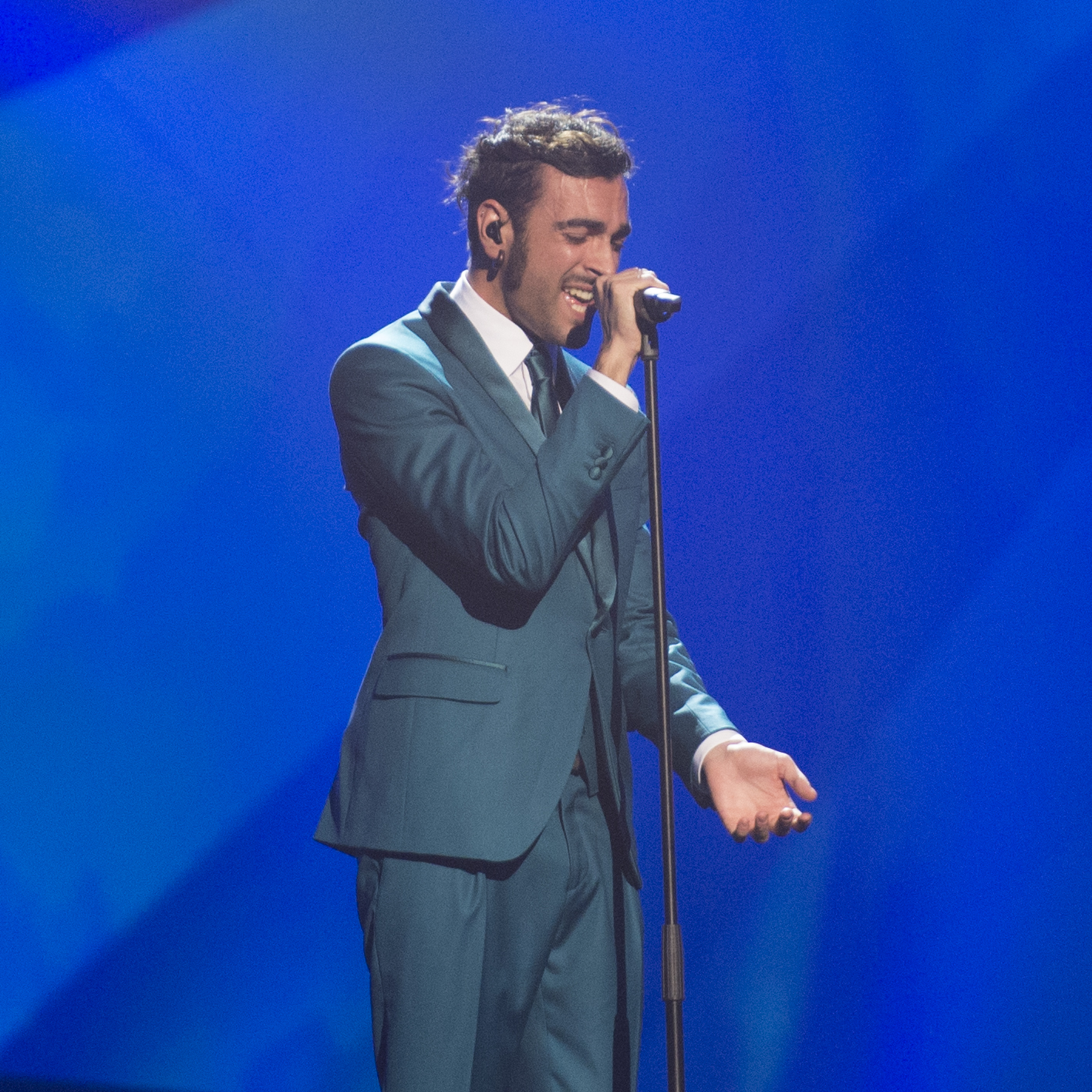
Marco Mengoni tijdens de repetities in Malmö.

Italië nam deel aan het Eurovisiesongfestival 2013 in Malmö, Zweden. Het was de 39ste deelname van het land op het Eurovisiesongfestival. De RAI was verantwoordelijk voor de Italiaanse bijdrage voor de editie van 2013.

## Selectieprocedure
Op 23 oktober 2012 maakte de Italiaanse openbare omroep bekend te zullen deelnemen aan de komende editie van het Eurovisiesongfestival. Net als de voorbije jaren werd de Italiaanse vertegenwoordiger uit het Festival van San Remo geselecteerd. Een speciale jury zou de kandidaat kiezen die volgens hen het best geschikt was om naar het Eurovisiesongfestival te gaan. Dit wil zeggen dat de winnaar van het Festival van San Remo niet automatisch Italië zou vertegenwoordigen in Zweden. Uiteindelijk koos de jury voor Marco Mengoni, die even later ook het Festival van San Remo wist te winnen met zijn L'essenziale. Hierdoor is Marco Mengoni de eerste winnaar van het Festival van San Remo die ook naar het Eurovisiesongfestival gaat sedert Jalisse in 1997.

## In Malmö
In Malmö mocht Italië meteen aantreden in de finale, het hoefde niet deel te nemen aan een van de halve finales. Reden hiervoor is dat Italië lid is van de Grote Vijf: de vijf grootste nettobetalers van de EBU. In de finale haalde Italië de 7de plaats.
1956 · 1957 · 1958 · 1959 · 1960 · 1961 · 1962 · 1963 · 1964 · 1965 · 1966 · 1967 · 1968 · 1969 · 1970 · 1971 · 1972 · 1973 · 1974 · 1975 · 1976 · 1977 · 1978 · 1979 · 1980 · 1981-1982 · 1983 · 1984 · 1985 · 1986 · 1987 · 1988 · 1989 · 1990 · 1991 · 1992 · 1993 · 1994-1996 · 1997 · 1998-2010 · 2011 · 2012 · 2013 · 2014 · 2015 · 2016 · 2017 · 2018 · 2019 · 2020 · 2021 · 2022 · 2023 · 2024 · 2025
Albanië · Armenië · Azerbeidzjan · België · Bulgarije ·  Cyprus · Denemarken · Duitsland · Estland · Finland · Frankrijk · Georgië · Griekenland · Hongarije · Ierland · IJsland · Israël · Italië ·  Kroatië · Letland · Litouwen · Macedonië · Malta · Moldavië · Montenegro · Nederland · Noorwegen · Oekraïne · Oostenrijk · Roemenië · Rusland · San Marino · Servië · Slovenië · Spanje · Verenigd Koninkrijk · Wit-Rusland · Zweden · Zwitserland